# Making Love in the Rain
A Making Love in the Rain Herb Alpert amerikai zenész harmadik kislemeze Keep Your Eye on Me című albumáról. Jimmy Jam és Terry Lewis írták és ők a producerek is, ahogy az albumnak is. Lisa Keith és Janet Jackson énekelnek a dalban.

## Fogadtatása
A dal a Billboard Hot R&B/Hip-Hop Singles & Tracks slágerlistán elérte a 7. helyet, és elég jól szerepelt a Billboard Hot 100 listán is, ahol a 35. helyig jutott.

### Hivatalos remixek, változatok listája
- 12" mix (5:50)
- 7" edit (3:58)
- Instrumental (5:49)

## Számlista
(A dőlt betűvel szedettekben Janet Jackson nem szerepel.)
7" kislemez (Egyesült Királyság, Németország)
1. Making Love in the Rain
2. Rocket to the Moon

12" maxi kislemez (USA)
1. Making Love in the Rain
2. Diamonds (Cool Summer Mix)
3. Keep Your Eye on Me (Extended Version)

12" maxi kislemez (Egyesült Királyság, Németország)
1. Making Love in the Rain (12" Mix)
2. Making Love in the Rain (Instrumental)
3. The Herp Alpert Megamix (Disco Mix Club)

## Helyezések
| Slágerlista (1987)                   | Legmagasabb helyezés |
| ------------------------------------ | -------------------- |
| USA Billboard Hot 100                | 35                   |
| USA Hot R&B/Hip-Hop Singles & Tracks | 7                    |
| USA Adult Contemporary               | 21                   |
| USA ARC Weekly Top 40                | 29                   |